# تانه‌گاشیما توکیتاکا
تانه‌گاشیما توکیتاکا (انگلیسی: Tanegashima Tokitaka؛ ۱۵۲۸ – ۲۱ اکتبر ۱۵۷۹) یک دایمیو در دوره سنگوکو بود. چهاردهمین رئیس خاندان تانه‌گاشیما بود. او به دلیل برقراری ارتباط با اروپایی ها و تولید اولین سلاح گرم اروپایی به نام تانه‌گاشیما (تفنگ شمخال) شناخته شده است.